# Giulio Quirino Giglioli
Giulio Quirino Giglioli (geboren am 25. März 1886 in Rom; gestorben am 11. November 1957 ebenda) war ein italienischer Klassischer Archäologe, Etruskologe, Politiker und Faschist.

## Leben
Giulio Giglioli war der Sohn von Alfredo Giglioli und dessen Frau Pierina Galli. Nach dem Besuch des Gymnasiums begann er 1904 das Studium der Klassischen Altertumswissenschaften an der Universität La Sapienza in Rom, wo er bei Ettore Pais und Karl Julius Beloch Alte Geschichte, bei Rodolfo Lanciani antike Topographie und bei Emanuel Loewy Klassische Archäologie und antike Kunstgeschichte hörte. Bei Emanuel Loewy wurde er 1910 mit einer Arbeit über die dekorativen Thronreliefs der olympischen Zeus-Statue des Phidias laureiert.

### Altertumsverwaltung
Noch im selben Jahr wurde er Assistent am Lehrstuhl für Archäologie, dann Mitarbeiter von Lanciani bis 1912. In dieser Zeit diente er als Sekretär der Archäologieausstellung, die in den seit 1889 als Museo Nazionale Romano dienenden Diokletiansthermen zur 50-Jahr-Feier der Unità d’Italia, der 1861 proklamierten Einheit Italiens, im Jahr 1911 stattfinden sollte und für die er auch den Ausstellungskatalog verantwortete. Seine eigenen Forschungen konzentrierten sich in diesen Jahren auf epigraphische und topographische Fragestellungen und galten einzelnen Monumenten insbesondere Umbriens und Latiums.

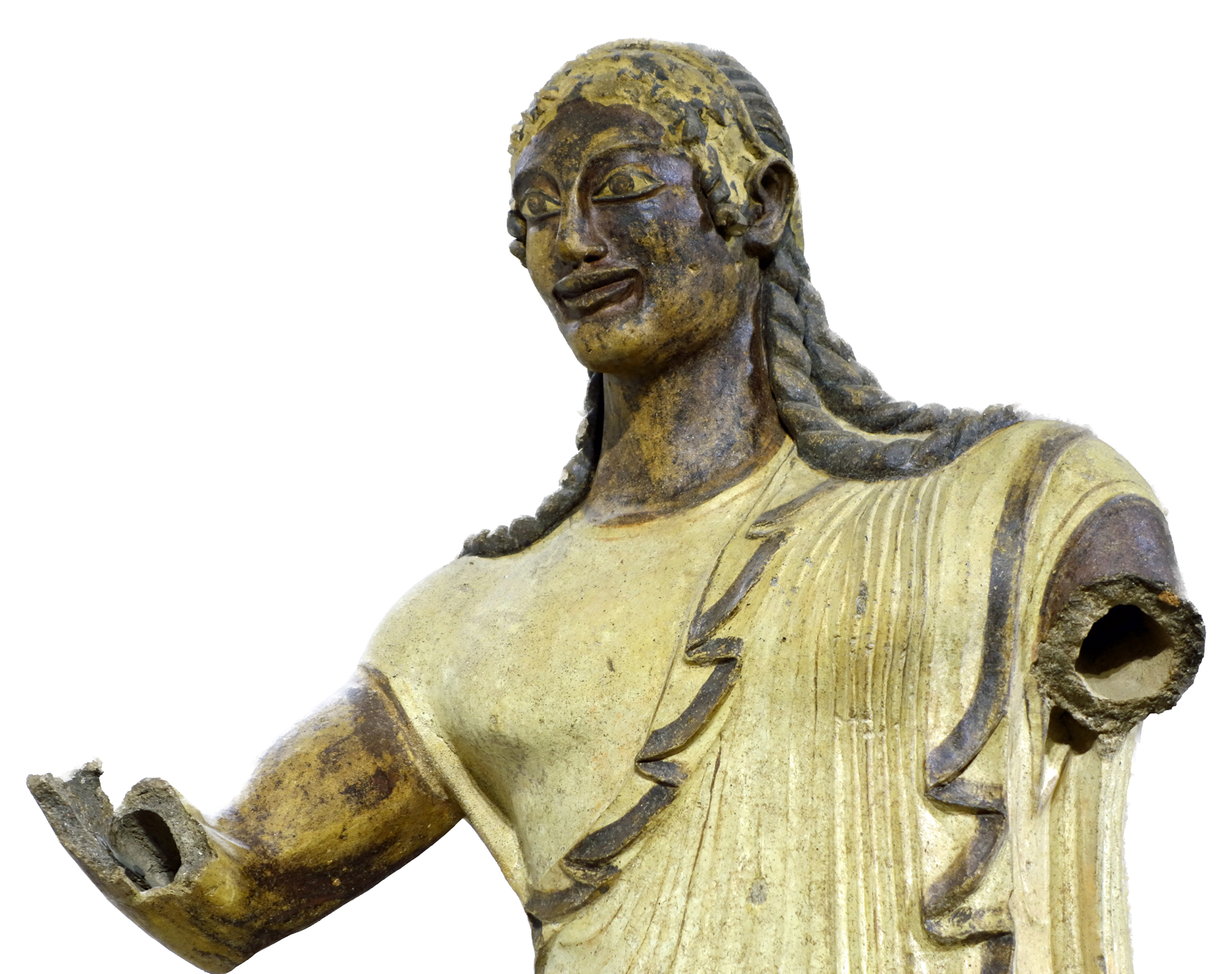
Apollon von Veji, Villa Giulia, Rom

Im Jahr 1912 bewarb er sich erfolgreich um die Stelle eines Inspektors der Altertumsverwaltung am Archäologischen Nationalmuseum in Neapel. Dort widmete er sich vordringlich der Neuordnung der griechischen Vasen, nahm aber auch an Ausgrabungen, unter anderem in Pompeii, teil. Nach einem Jahr wurde er an das Museo Nazionale Etrusco in der Villa Giulia nach Rom versetzt, wo er sich unter der Leitung von Giuseppe Angelo Colini (1857–1918) den – sein weiteres wissenschaftliches Leben bestimmenden – Etruskern und Faliskern zuwandte. Bereits 1914 begann er Ausgrabungen auf dem Gebiet der etruskischen Stadt Veji, musste diese aber wegen der 1915 erfolgten Einberufung zum Militär unterbrechen. Im Winter und Frühjahr 1916 wurde ihm jedoch mit einer Sondererlaubnis gestattet, die Ausgrabungen fortzuführen. In dieser Kampagne gelang ihm die Entdeckung der großformatigen archaischen Terrakotten aus Veji, herausragend unter ihnen der Apollon von Veji. Auch, wenn Giglioli in der Interpretation des funktionalen Zusammenhangs, in den die Statuen gehörten, irrte, so hatte er eine für den damaligen Kenntnisstand sichere Hand in der stilistischen Beurteilung und zeitlichen Einordnung dieser bedeutenden Zeugnisse etruskischer Kunst.

### Erste Professuren
Im folgenden Jahr 1917 erhielt er die Lehrerlaubnis für Archäologie und antike Kunstgeschichte an der Universität Rom, 1919 folgte er Rizzo in der Leitung des Museo Nazionale Etrusco und erarbeitete drei dem Museumsbestand gewidmete Bände für das Corpus Vasorum Antiquorum, die 1925, 1926 und 1927 erschienen. An der Universität vertrat er zunehmend den schwer erkrankten Lucio Mariani auf dem Lehrstuhl für Archäologie, bewarb sich aber 1923 erfolgreich für die gleiche Professur an der Universität Turin, die er alsbald nach wenigen Monaten für die nämliche Stelle an der Universität Pisa aufgab. Bereits 1925 wechselte er erneut und folgte dem Ruf auf den Lehrstuhl für die antike Topographie Italiens an die Universität Rom. Hier entwickelte er in den nächsten Jahren eine immense Schaffens- und Organisationskraft, die in der Ausstellung zur Feier des 2000. Geburtstags von Augustus, des ersten römischen Kaisers, kulminierte.
Im Jahr 1926 nahm Giglioli, seit 1920 Abgeordneter im Stadtrat von Rom und nun zum Kulturdezernenten der Stadt ernannt, an den Ausgrabungen und Restaurierungen wichtiger römischer Monumente teil: dem Augustusforum, dem Grab der Scipionen und dem Marcellustheater. Vor allem aber gab er in diesem Jahr den Anstoß für die Freilegung sowie Befreiung von Überbauungen und angrenzenden Gebäuden des Augustusmausoleums. Im seit vier Jahren von Benito Mussolini und den Faschisten regierten Italien hatte die Freilegung dieses Grabmonumentes des Reichsgründers, als den man Augustus ansah und in dessen Nachfolge man sich verstanden wissen wollte, erhebliche politische Dimensionen. Und so wurde die Entscheidung zur Freilegung vom Duce persönlich getroffen.
Zugleich ging Giglioli weiterhin seinen etruskischen Studien nach und publizierte 1927 zusammen mit Pericle Ducati die Arte etrusca, für die er die Einführung sowie die Kapitel zu Architektur und Plastik beitrug. Das Werk war eine Zusammenschau zur etruskischen Kunst, ganz auf der Höhe des Wissenstandes seiner Zeit, wie der ein Jahr später folgende erste nationale Kongress für Etruskologie in Florenz erweisen sollte. Dessen ungeachtet betrieb er ab 1926 die Gründung eines Museo dell’impero romano, eines Museums über das Römische Reich, das konzeptionell deutlich über die für 1911 von Lanciani organisierte Ausstellung hinausging und deren Material er als Basis nahm. Im Jahr 1927 wurde das Museum, das den Kern des später gegründeten Museo della Civiltà Romana bildete, eingeweiht, der Bestand an Ausstellungsstücken gegenüber der Ausstellung von 1911 verdoppelt.
Es folgten eine Zeit erneut intensiver Beschäftigung mit etruskischer Kunst und neue Ausgrabungen in Veji sowie im nahegelegenen Minervaheiligtum von Portonaccio. Währenddessen ließ der Fortschritt der Ausgrabungen am Augustusmausoleum Überlegungen bei Giglioli keimen, die um die Feierlichkeiten des näherrückenden 2000. Geburtstags von Augustus am 23. September 1938 kreisten. Erste Ideen präsentierte er auf dem zweiten Kongress des Istituto nazionale di studi romani, der von April bis Mai 1930 stattfand. An eine Ausstellung, wie die dann realisierte, dachte zu diesem Zeitpunkt allerdings noch niemand. Erst 1932 schlugen Giglioli und Carlo Galassi Paluzzi Mussolini das Konzept der Mostra Augustea vor. Eingebettet werden sollte die Ausstellung in die Umgestaltung der Piazza Augusto Imperatore mit den angrenzenden Bauten des Augustusmausoleums und der Ara Pacis Augustae, zudem sollten weitere Grabungen Zeugnis ablegen von der anhaltenden Größe des Römischen Reiches.

### Mostra Augustea und Faschismus
Mussolini ernannte Giglioli zum Direktor des Vorhabens, das in enger Abstimmung mit dem Duce umgesetzt wurde. Zur Seite stand ihm mit Giuseppe Lugli, Antonio Maria Colini, Carlo Pietrangeli und Maria Floriani Squarciapino (1917–2003) eine Garde herausragender Kollegen und aufstrebender Archäologen. Aus aller Welt wurden Exponate zusammengetragen, die in der 82 Sektionen umfassenden Ausstellung präsentiert wurden. 200 Originalskulpturen, 3000 Gipsabgüsse, Inschriften von den Anfängen des jungen Rom bis zur Spätantike, bereichert um Pläne, Lithographien und Fotografien umfasste die Ausstellung. Hinzu kam das große und von Italo Gismondi geschaffene Modell des römischen Stadtzentrums im Maßstab 1:250. Der zur Ausstellung von Giglioli publizierte Katalog stellte unmissverständlich die Verbindung der „heroischen“ Zeit zum herrschenden Faschismus her und instrumentalisierte in dessen Sinne Augustus und das Goldene Zeitalter des Römischen Reiches. Für die wissenschaftliche Beschäftigung mit der Kultur des Römischen Reiches bildete die termingerecht umgesetzte Ausstellung dennoch einen kaum zu unterschätzenden Multiplikator und förderte ungezählte Einzeluntersuchungen.
Bereits im Jahr 1935, in dem seine monumentale und bis heute genutzte „Arte etrusca“ erschien, wurde Giglioli auf den Lehrstuhl für Archäologie und antike Kunstgeschichte an der Universität La Sapienza berufen und trat die Nachfolge von Giulio Emanuele Rizzo an. In dieser Position wurde er auch Direktor des Museo dei Gessi – der Gipsabgusssammlung (heute das Museo dell’Arte Classica) – an der Sapienza, dessen Bestand er verdoppelte. Im gleichen Jahr wurde er als Mitglied der Partito Nazionale Fascista ins italienische Parlament gewählt. Während dieser Zeit wandte er sich vergebens gegen die Zerstörung der Meta Sudans, die der Via dell’Impero Platz machen musste, und den 1938 erfolgten Verkauf des Diskobol Lancellotti an das Deutsche Reich.

### Nachkriegsjahre
Nach dem Ende des faschistischen Regimes und der Befreiung Roms im Juni 1944 wurde Giglioli aufgrund seiner engen Verbindungen zur faschistischen Führung am 8. Juli 1944 seiner Ämter enthoben und in einem britischen Arbeitslager in Padula interniert. Sein Lehrstuhl wurde jedoch nicht neu besetzt und sein Schüler Ernesto Vergara Caffarelli (1907–1961) übernahm die Vertretung.
Anfang 1947 wurde Giglioli auf seinen Lehrstuhl zurückgerufen. Im Jahr darauf schenkt die Accademia di San Luca dem Museo dei Gessi ihm zu Ehren Gipsabgüsse der von Bertel Thorvaldsen restaurierten Giebelskulturen von Ägina. Um den Forschungen am Archäologischen Institut der Sapienza ein eigenes Publikationsorgan zu geben, gründete Giglioli 1949 die Zeitschrift Archeologia classica, orientiert am American Journal of Archaeology und der Revue archéologique und mit einer eigenen Rubrik Cronache del Museo dei gessi versehen. Mit der Eröffnung des Museo della Civiltà Romana im Jahr 1955, das hinsichtlich seiner Bestände Teile der Ausstellungen von 1911, des Museo dell’impero romano und der Mostra augustea umfasste, schloss sich der Kreis der von Giglioli zeitlebens betriebenen musealen Anstrengungen. Im Jahr 1956 wechselte Giglioli in den Ruhestand, 1957 starb er in Rom.

## Akademische Mitgliedschaften
- Istituto Nazionale di Studi Etruschi ed Italici, ab 1957 Ehrenpräsident
- Accademia di San Luca
- Accademia Nazionale dei Lincei
- Pontificia Accademia Romana di Archeologia
- Accademia d’Italia

## Publikationen (Auswahl)
Eine Bibliographie der Schriften von Giulio Quirino Giglioli bietet Romolo A. Staccioli: Giulio Quirino Giglioli: nota biografica e bibliografica. In: Archeologia classica. Band 10, 1958, S. 2–8.
- Corpus vasorum antiquorum. Italia. Band 1: Museo nazionale di villa Giulia in Roma. Faszikel 1. Union académique internationale, London/Milano 1925.
- Corpus vasorum antiquorum. Italia. Band 1: Museo nazionale di villa Giulia in Roma. Faszikel 2. Union académique internationale, London/Milano 1926.
- Corpus vasorum antiquorum. Italia. Band 1: Museo nazionale di villa Giulia in Roma. Faszikel 3. Union académique internationale, London/Milano 1927.
- Museo dell’Impero Romano. Museo dell’Impero Romano, Rom 1929.
- L’arte etrusca. Treves, Mailand 1935.
- Arte Greca. Zwei Bände. Vallardi, Mailand 1955.